# Габрієль д'Арбусьє
Габріє́ль д'Арбусьє́ (фр. Gabriel d'Arboussier; 14 січня 1908 — 21 грудня 1976) — політичний діяч колоніальної Африки, публіцист.
Арбусьє обіймав посаду генерального секретаря Демократичного об'єднання Африки (ДОА), політичної організації, яка виступала за незалежність колоній Західної та Екваторіальної Африки від Франції.
Арбусьє був активним борцем за мир в усьому світі, віцеголова Всесвітньої Ради Миру.
У 1949 році Арбусьє здійснив офіційний візит до Радянського Союзу.